# Selli Engler
Selma « Selli » Engler (27 septembre 1899 - 30 avril 1972) est une écrivaine allemande et une des principales militantes du mouvement lesbien berlinois de 1925 ou 1926 à 1931 environ.

## Biographie

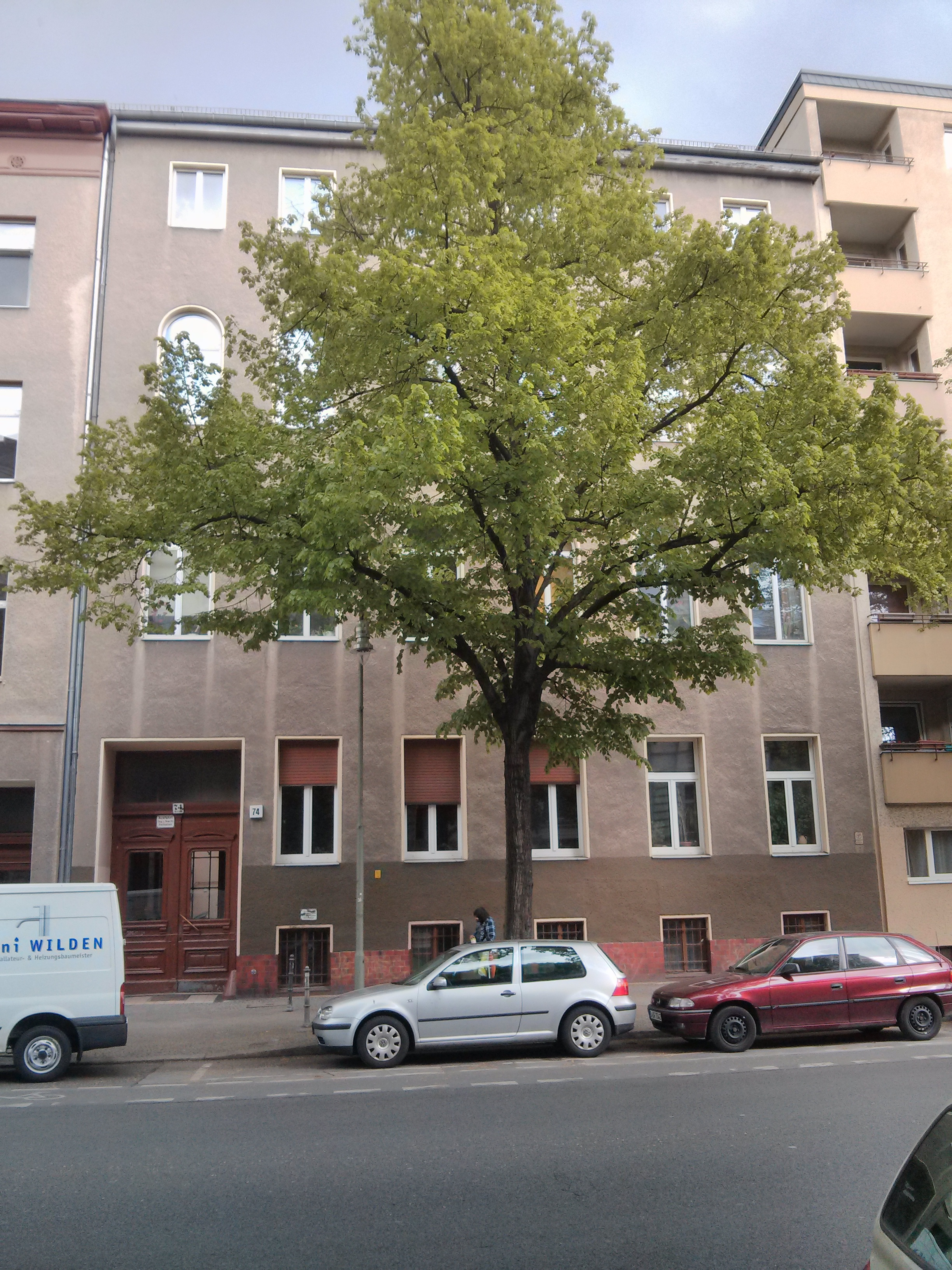
Maison de la Grossbeerenstrasse 74 à Berlin, ancien domicile du BIF.

Engler grandit avec onze frères et sœurs dans de mauvaises conditions économiques. En 1914, après la mort de son père, un fabricant de chaussons, elle et sa mère s'installent à Berlin. Certains la décrive comme une lesbienne « virile » ; les photographies la montre généralement vêtue de vêtements d'hommes. Elle vit avec sa mère au moins jusqu'en 1938.
Selli Engler meurt en 1972 à Berlin.

## Militantisme
Selon Franz Scott, chroniqueur contemporain de la scène lesbienne de la République de Weimar, Selli Engler est, avec Lotte Hahm et « Charly », une pionnière du mouvement lesbien allemand.

### Rédactrice duBIF(1926-1927)
Le travail de Engler en tant que militante débute en 1925 ou 1926 avec la fondation et la rédaction du magazine BIF - Blätter Idealer Frauenfreundschaft (« Papiers de l'amitié idéale entre femmes »). Le BIF est unique parmi les publications lesbiennes de l’époque car c’est le seul écrit et publié uniquement par des femmes ; d'autres magazines comparables sont coédités ou écrits par des hommes.
La BIF cesse de paraître probablement en 1927. En tant que magazine auto-publié, il n'est pas mis dans les archives officielles et reste très mal documenté aujourd'hui.

### Travail littéraire
Engler collabore aussi au magazine Frauenliebe de 1927 à 1929 et à Die Freundin de 1929 à 1931. Ses écrits comprennent notamment des nouvelles, des poèmes et des romans en série, mais aussi des livrets d'opéra,.
Le texte de son roman Erkenntnis est réutilisé de manière parodique par Alfred Döblin dans une partie de son roman Berlin Alexanderplatz qui traite de l'amour homosexuel. Dans ce contexte, Sabine Becker, experte de Döblin, décrit l'écriture de Engler comme utilisant « un style très banal à la Hedwig Courths-Mahler ». En revanche, l'analyse du roman d'Engler, Arme kleine Jett par Doris Claus souligne sa valeur émancipatrice : en décrivant un style de vie lesbien sur la scène artistique berlinoise qui ne se heurte pas violemment à l'environnement social et à la société en général, le roman décrit une utopie, un moyen d'identification pour la lectrice.

### Activisme
En tant que militante, Engler cherche à améliorer l'organisation des femmes lesbiennes, à l'instar de militants gays telles que Friedrich Radszuweit et Carl Bergmann. Elle demande notamment aux lesbiennes de rejoindre le Bund für Menschenrecht de Radszuweit,.
En plus de son travail d'écrivain, elle organise des clubs de femmes pour permettre aux lesbiennes de se rassembler sans distraction. De 1927 à 1929, elle dirige l'hebdomadaire Damen-BIF-Klub et, en septembre 1929, elle ouvre le club pour femmes Erâto dans les locaux du Zauberflöte, un lieu de rencontre homosexuel réputé. Cela semble avoir été populaire, car certains des événements du club ont lieu dans des salles pouvant accueillir environ 600 personnes. Le club est enregistré pour la dernière fois en janvier 1931.

### Après 1931
Après mai 1931, Engler n'est plus enregistrée comme étant active dans le mouvement lesbien. Son nom ou celui du club Erâto n'apparaissent plus dans les publications de scènes.
En 1933, elle envoie une pièce de théâtre intitulée Heil Hitler à Adolf Hitler,. Le dramaturge du Reich, Rainer Schlösser (en), approuve l'idéologie de la pièce, mais estime qu'elle manque de mérite artistique et dramatique. En 1938, Engler dépose une demande d'adhésion à la Chambre de la littérature du Reich, qui fait partie de la Chambre de la culture du Reich, l'organisation publique à laquelle tous les artistes doivent appartenir. Dans cette demande, Engler décrit ses travaux antérieurs avec des modifications importantes.

## Romans
- Erkenntnis (avant 1929)
- Das Leben ist nur noch im Rausch zu ertragen (1929), autobiographique
- Arme kleine Jett (1930)